# Pegasidion volitans
Pegasidion volitans är en insektsart som beskrevs av Henri Saussure 1861. Pegasidion volitans ingår i släktet Pegasidion och familjen gräshoppor. Inga underarter finns listade i Catalogue of Life.